# 玉曲
28°35′49″N 98°21′57″E / 28.59694°N 98.36583°E
玉曲（藏語：གཡུ་ཆུ།，威利转写：gyu chu），位于中华人民共和国西藏自治区东部，是怒江左岸支流，发源于洛隆县东北端马利镇布宿村附近的瓦合山南麓，蜿蜒向东南流经八宿县郭庆乡（此段也称卫曲）、益庆乡、集中乡、帮达镇、左贡县美玉乡、田妥镇、县城旺达镇、扎玉镇、碧土乡（此段也称扎玉曲），过莫得村后转西流进入察隅县察瓦龙乡境内，于扎古村附近急转北流，至许巴村以南右纳梅里拉鲁曲后再转西南流（以下河段也称伟曲），最后于目巴村东南1.5千米处注入怒江。河长402千米，落差3012米，流域面积9190平方千米（其中冰川面积约80平方千米）。玉曲河源地带河谷宽阔，地形起伏小；上游地势高亢，地形平坦，谷地海拔在4500米以上；中游蜿蜒穿行于深山峡谷中，水流湍急；下游沿河两岸为悬崖峭壁，地形起伏大，山谷幽深，河道狭窄，呈V形。玉曲干流水力资源理论蕴藏量约251万千瓦，拟采用“二库七级”的开发方式进行梯级开发，自上而下计划建成成德、扎玉、吉登、中波、碧土、扎拉、轰东等七座水电站。